# Erik Christensen (fodboldspiller)
 For alternative betydninger, se Erik Christensen. (Se også artikler, som begynder med Erik Christensen)
Erik Kasper Christensen (født 18. april 1937, i Vejle død 16. august 2019) var en dansk fodboldspiller og -træner.
Erik Christensen var som forsvarsspiller med til at vinde det danske mesterskab i fodbold for AGF i 1957 og 1960 og DBU's pokalturnering i 1957 og 1960. En stor del af hans karriere blev spoleret af skader, men efter DM-titlen til klubben i 1960, vfik Christensen fire kampe i Mesterholdenes Europa Cup 1960-61, mod henholdsvis Legia Warszawa, Fredrikstad FK (begge kampe) samt den første kvartfinalekamp på udebane foran 65.000 tilskuere mod de senere vindere af turneringen Benfica. Inden returkampen blev han igen skadet, og efterfølgende nåede han aldrig tilbage på førsteholdet, så han allerede i 1962 måtte opgive at spille fodbold som blot 24-årig.
På opfordring fra sin storebror, Kaj Christensen, der ligeledes havde været spiller og nu var træner i AGF, blev Erik Christensen nogle år senere ynglingetræner i klubben, og skønt han ikke havde nogen formel træneruddannelse, kunne han støtte sig op ad sin mere erfarne bror, hvorpå i høj grad tilfaldt klubben. I perioden 1969-1974 blev AGF-ynglingene jyske mestre fire år i træk, suppleret med to danmarksmesterskaber. Samtidig rykkede flere af spillerne med succes op på førsteholdet.
I 1975 blev Erik Christensen træner for en anden aarhusiansk klub, Fuglebakken, inden han i 1977 overtog trænerposten for AGF's nyoprykkede hold i den bedste række. I 1978 vandt AGF bronzemedaljer - klubbens bedste placering siden 1964. Erik Christensen forlod trænerjobbet i AGF i 1979. Herefter vendte han tilbage til IHF i 3. division og var træner i to sæsoner, indtil klubben rykkede ned i Danmarksserien i 1980.[kilde mangler] Han sluttede sin trænerperiode i Dronningborg på et noget lavere niveau. Fodbolden slap han aldrig helt, og i nogle år så han AGF's kommende modstandere an, oifte sammen med broderen Kaj, hvorpå de meldte tilbage til træneren i AGF.
Erik Christensen var gift og havde tre sønner.